# Tathorhynchus
Tathorhynchus là một chi bướm đêm thuộc họ Erebidae.

## Loài
- Tathorhynchus angustiorata
- Tathorhynchus camerounica
- Tathorhynchus exsiccata(Lederer, 1855) (was transferred to Lygephila exsiccata by Goater et al. (2003), but was returned to Tathorhynchus Hampson by Fibiger và Hacker (2005))
- Tathorhynchus fallax
- Tathorhynchus greuteri
- Tathorhynchus homogyna
- Tathorhynchus leucobasis
- Tathorhynchus malagsy
- Tathorhynchus nigra
- Tathorhynchus plumbea
- Tathorhynchus troberti
- Tathorhynchus vinctalis